# Hemvärnsmuseet

Hemvärnsmuseet var ett militärhistoriskt museum som låg i Vällinge, Salems kommun. Museet låg på Hemvärnets stridsskolas (HvSS) område och var en del av Sveriges militärhistoriska arv. Museet visade Hemvärnet under nittonhundratalet, lite före och efter samt driftvärnet och frivilligorganisationerna. Musieansvariga var Lars-Gunnar Sederlin och Kerstin Reinholdsson. Museet stängdes 2019 men flera föremål finns att beskåda på Digitalt Museum.

## Utställning
Museet öppnade 1971 i Askgården, en arbetarlänga för Vällinge bruk från 1750-talet. Samlingen byggdes upp sedan 1950-talet och fick sin slutliga form till Hemvärnets 50-årsjubileum 1990. 
Museet visade på cirka 300 m² utställningsyta Hemvärnets historia och dess föregångare, det forntida larmsystemet vårdkasar, Skarpskytterörelsen och Landstormen. Distansundervisning under beredskapsåren bestod av bland annat brevskola från Kooperativa förbundet. Via rundradion undervisades hemvärnsmannen om en säker hantering av Mauser-96. I rummen med beredskapstiden 1940–1945 kunde man dra igång flygvarnaren. På övervåningen visades frivilligorganisationerna, musikkåren och driftvärnet.
Ett av museets större utställningsföremål var en luftvärnsautomatkanon m/1940–70 av märke Bofors. Utanför entrén stod en 7,5 cm kanon m/1902–33 "Friedrich Krupp von Essen" som användes av HvSS vid utbildning under 1980- och 1990-talen.

## Bilder

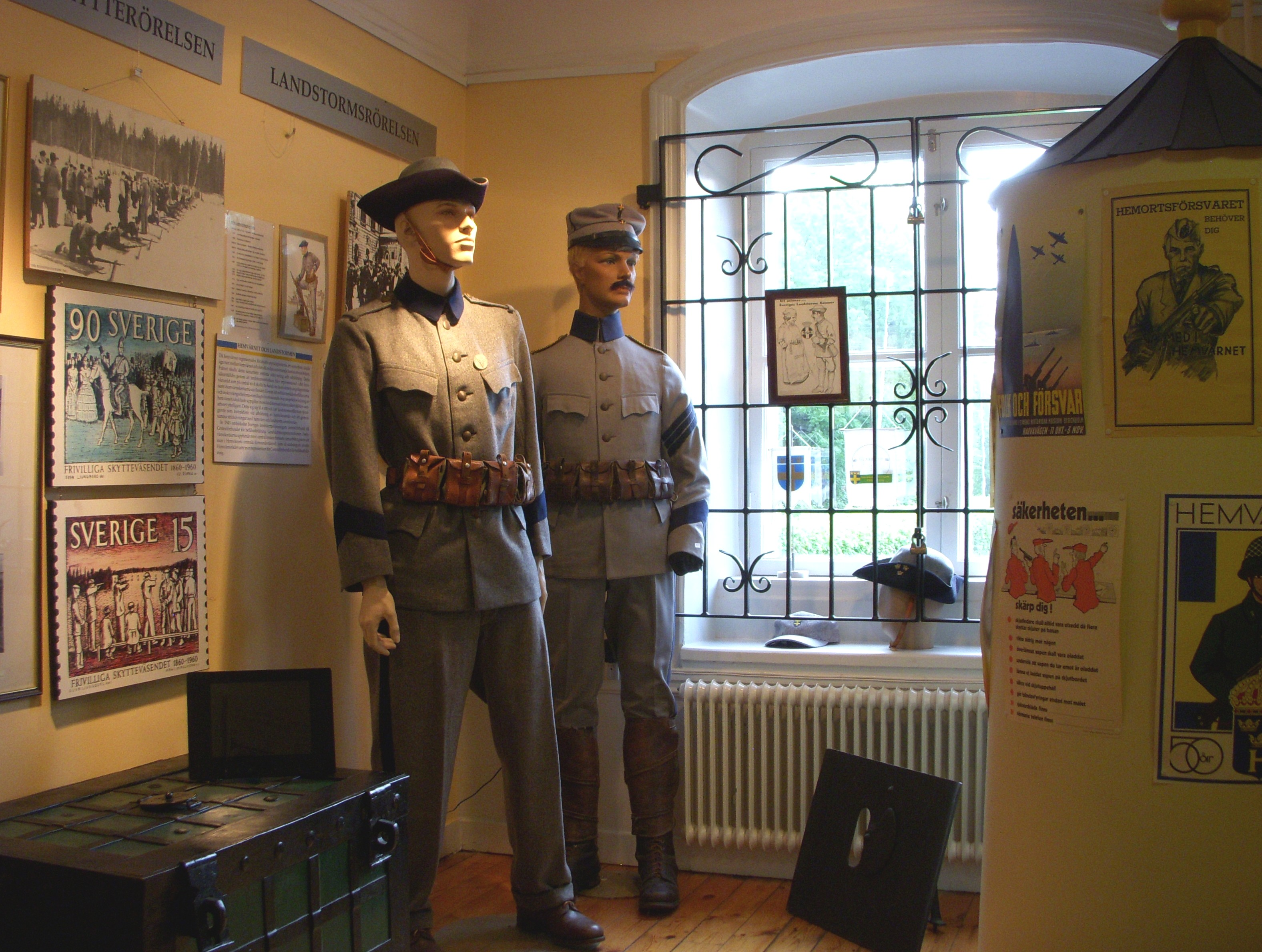
Landstormen.
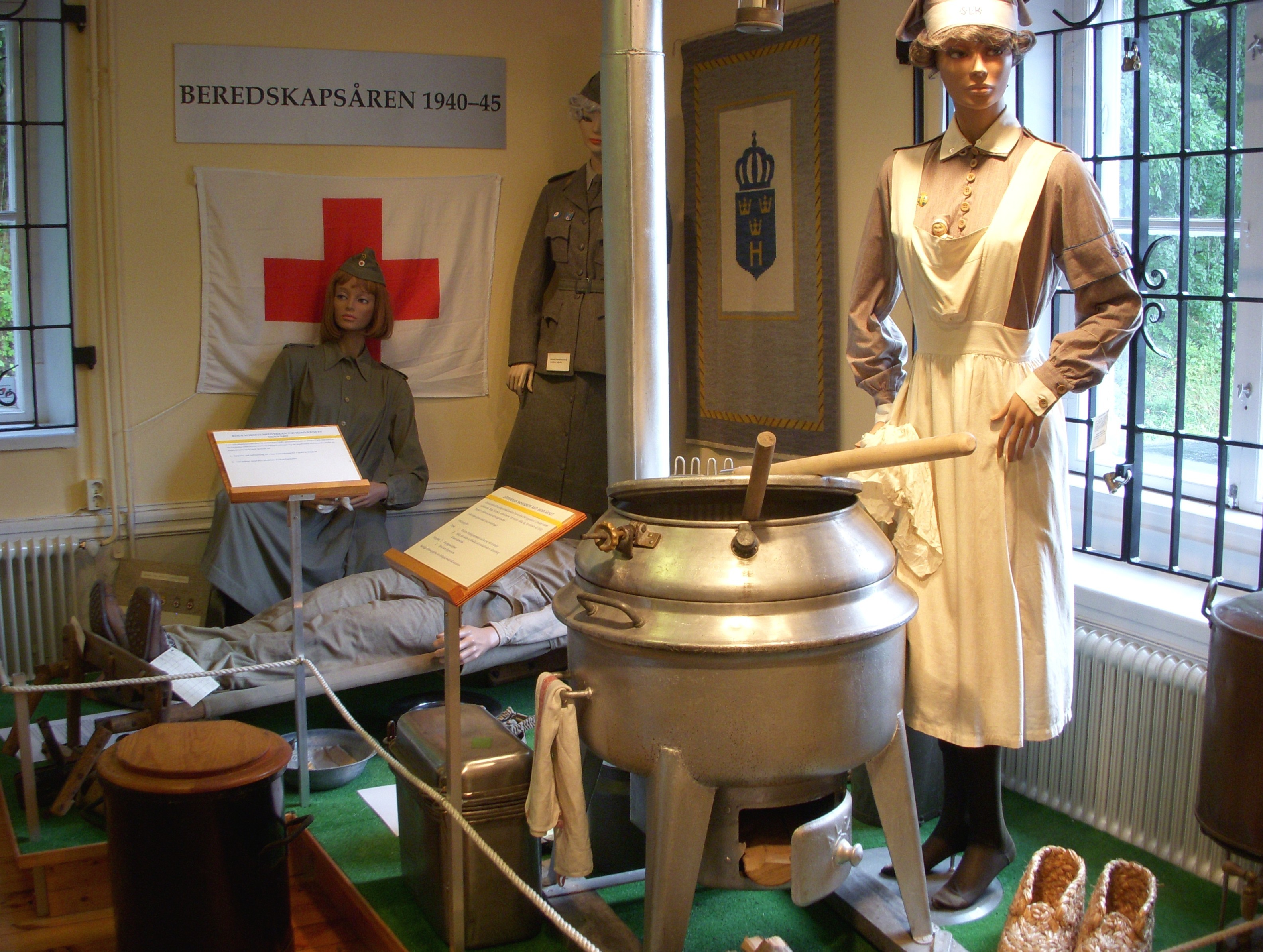
Koklotta.
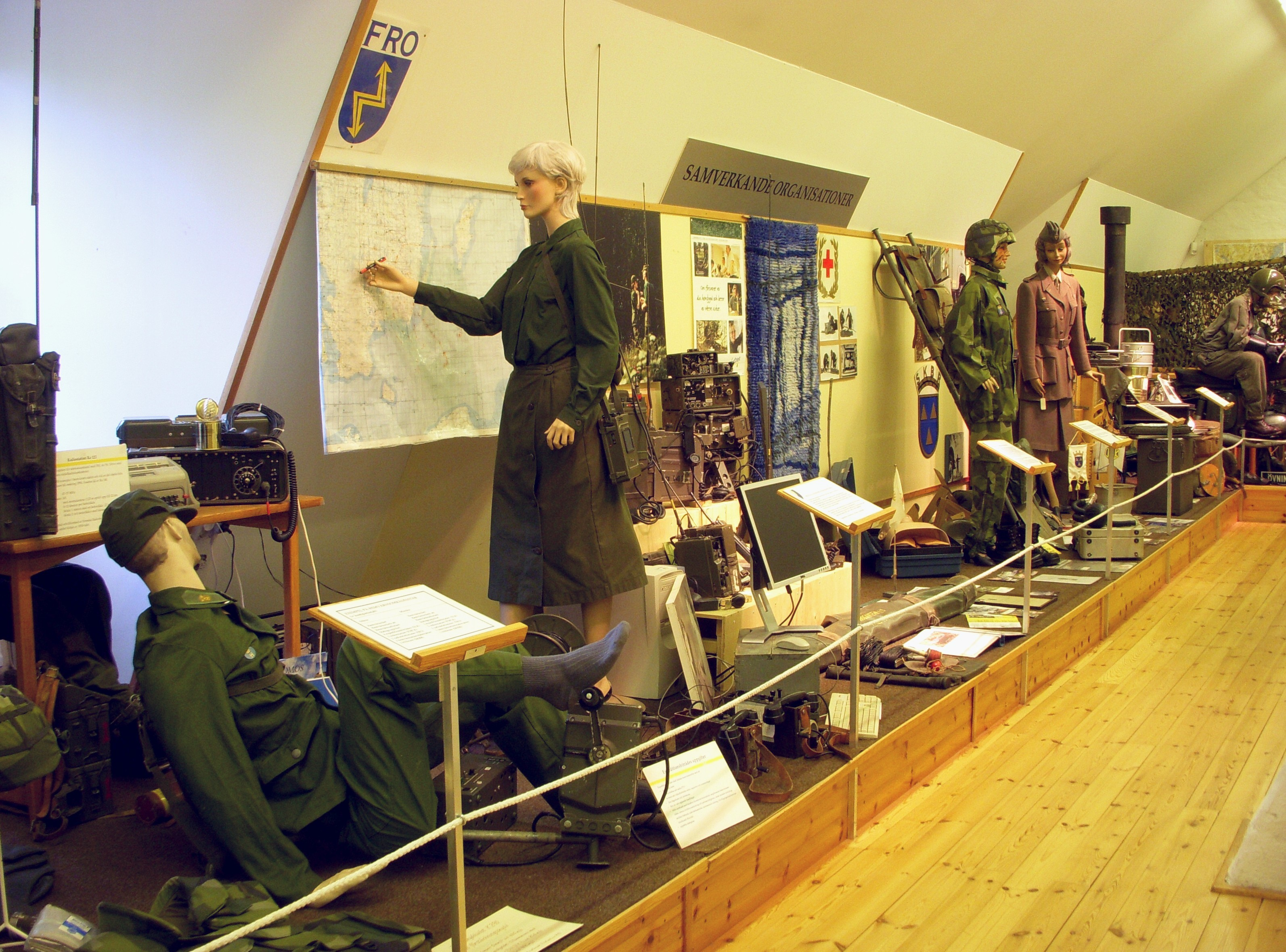
Samverkande organisationer.
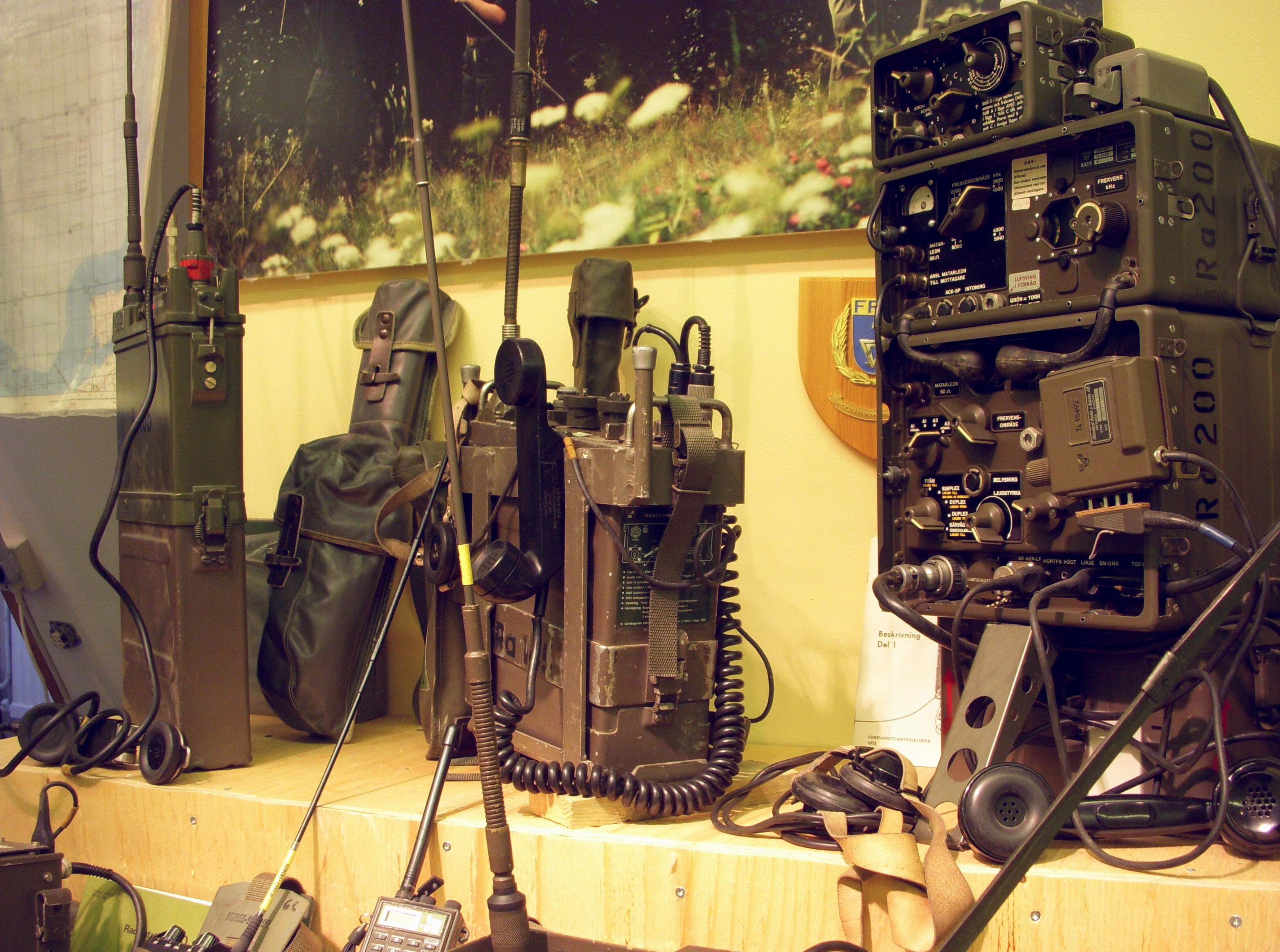
Kommunikationsutrustning.
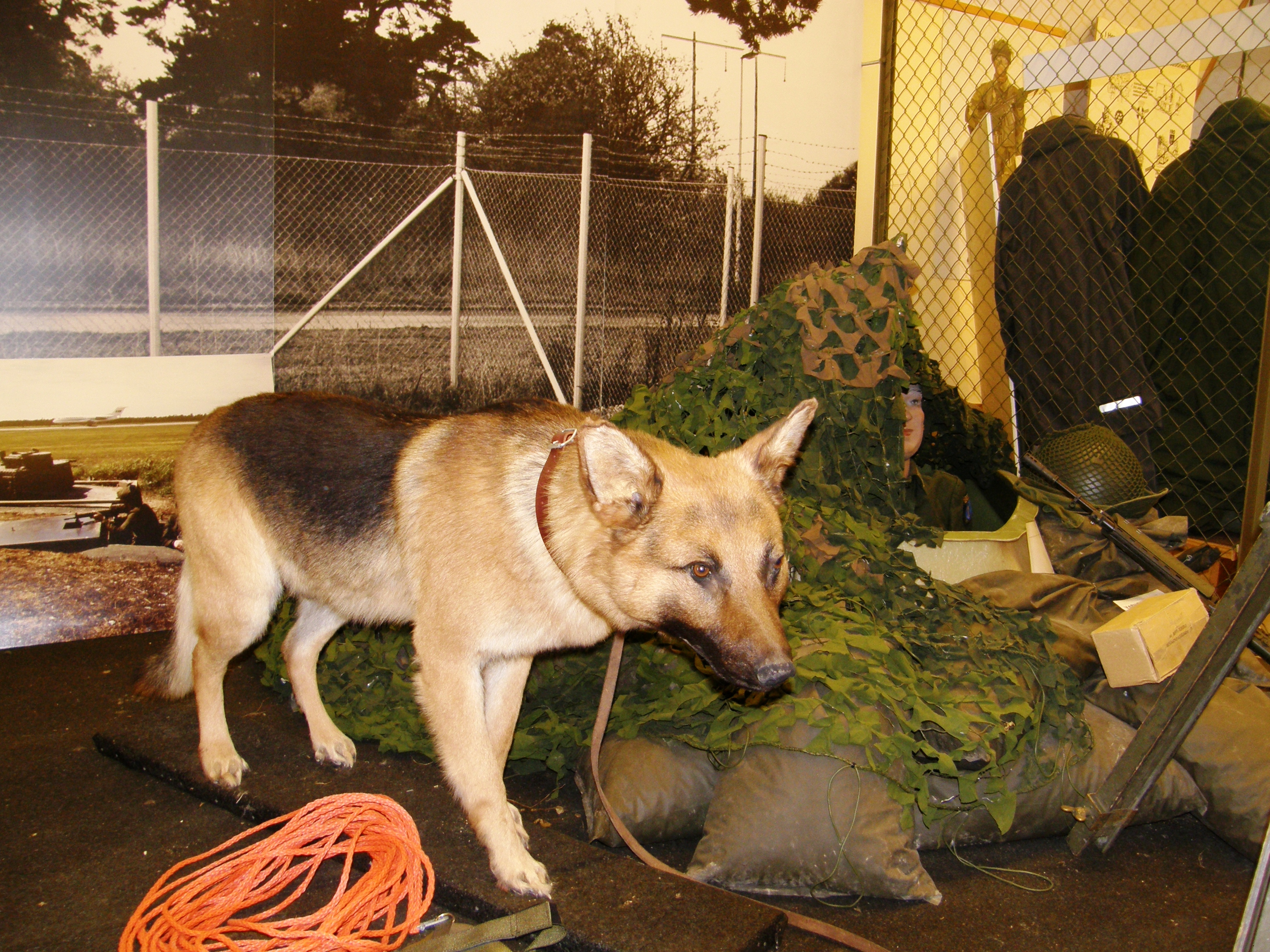
Sökhund (uppstoppad).